# Super Copa de India 2023
La Super Copa de India 2023 fue la tercera edición de la Super Copa, la principal competición de fútbol de copa nacional en India. La competición estuvo patrocinada por Hero MotoCorp y fue conocida oficialmente como la Hero Super Cup. La competición empezó con la clasificatoria el 3 de abril de 2023 y concluyó con la final el 25 de abril de 2023 en el EMS Stadium en Kozhikode.

## Formato
La edición de 2023 de la Super Copa se jugó en dos ciudades de Kerala, Kozhikode y Manjeri, seleccionadas por la AIFF de manera integral e inclusiva. La competición constó de una ronda clasificatoria, la fase de grupos, las semifinales y la final.
El torneo propiamente dicho contó con 16 de los mejores clubes de las dos principales divisiones del fútbol indio. Los 11 clubes de la ISL y los campeones de la I-League 2022-23 se clasificaron directamente para la fase de grupos. Los equipos ubicados del 2 al 10 en la I-League 2022-23 compitieron por los cuatro lugares restantes en la ronda clasificatoria que contó con partidos únicos.
Los 16 clubes clasificados se sortearon en cuatro grupos de cuatro cada uno, compitiendo en un formato de todos contra todos a una sola vuelta, y los ganadores de los grupos avanzaron a las semifinales.

## Equipos participantes
| Superliga de India (11) - ATK Mohun Bagan - Bengaluru - Chennaiyin - East Bengal - Goa - Hyderabad - Jamshedpur - Kerala Blasters - Mumbai City - NorthEast United - Odisha | I-League (10) - RoundGlass Punjab - Aizawl - Churchill Brothers - Gokulam Kerala - Mohammedan - Real Kashmir - Sreenidi Deccan - TRAU - NEROCA - Rajasthan United |

## Sedes
Se jugaron un total de 32 partidos en 2 ciudades, Kozhikode y Manjeri. Estuvo previsto que se jueguen 18 partidos en Manjeri, incluidos los play-offs de la ronda clasificatoria, y 14 partidos en Kozhikode.
| Kozhikode               | Manjeri           |
| ----------------------- | ----------------- |
| EMS Corporation Stadium | Payyanad Stadium  |
| Capacidad: 50 000       | Capacidad: 30 000 |
|                         |                   |

## Ronda clasificatoria

### Primera ronda
El partido se disputó el 3 de abril de 2023.
| Equipo 1         | Resultado    | Equipo 2 |
| ---------------- | ------------ | -------- |
| Rajasthan United | 2–2 (1–3 p.) | NEROCA   |

### Segunda ronda
Los partidos se disputaron el 5 y 6 de abril de 2023.
| Equipo 1        | Resultado | Equipo 2           |
| --------------- | --------- | ------------------ |
| Sreenidi Deccan | 4–2       | NEROCA             |
| Gokulam Kerala  | 5–2       | Mohammedan         |
| TRAU            | 0–1       | Aizawl             |
| Real Kashmir    | 0–6       | Churchill Brothers |

## Fase de grupos

### Grupo A
| Pos. | Equipo            | Pts. | PJ | G | E | P | GF | GC | Dif. | Clasificación |     | BEN | SRE | KEL | ROU |
| ---- | ----------------- | ---- | -- | - | - | - | -- | -- | ---- | ------------- | --- | --- | --- | --- | --- |
| 1    | Bengaluru         | 5    | 3  | 1 | 2 | 0 | 4  | 2  | +2   | Fase final    |     | —   | 1–1 | 1–1 | —   |
| 2    | Sreenidi Deccan   | 4    | 3  | 1 | 1 | 1 | 3  | 2  | +1   |               |     | —   | —   | 2–0 | —   |
| 3    | Kerala Blasters   | 4    | 3  | 1 | 1 | 1 | 4  | 4  | 0    |               | —   | —   | —   | 3–1 |     |
| 4    | RoundGlass Punjab | 3    | 3  | 1 | 0 | 2 | 2  | 5  | −3   |               | 0–2 | 1–0 | —   | —   |     |

 Fuente: Soccerway
Notas:
1. 1 2  Puntos en partidos directos: Sreenidi Deccan 3, Kerala Blasters 0.

### Grupo B
| Pos. | Equipo      | Pts. | PJ | G | E | P | GF | GC | Dif. | Clasificación |     | ODI | HYD | EAS | AIZ |
| ---- | ----------- | ---- | -- | - | - | - | -- | -- | ---- | ------------- | --- | --- | --- | --- | --- |
| 1    | Odisha      | 7    | 3  | 2 | 1 | 0 | 6  | 2  | +4   | Fase final    |     | —   | —   | 1–1 | —   |
| 2    | Hyderabad   | 4    | 3  | 1 | 1 | 1 | 6  | 6  | 0    |               |     | 1–2 | —   | —   | 2–1 |
| 3    | East Bengal | 3    | 3  | 0 | 3 | 0 | 6  | 6  | 0    |               | —   | 3–3 | —   | 2–2 |     |
| 4    | Aizawl      | 1    | 3  | 0 | 1 | 2 | 3  | 7  | −4   |               | 0–3 | —   | —   | —   |     |

 Fuente: Soccerway

### Grupo C
| Pos. | Equipo          | Pts. | PJ | G | E | P | GF | GC | Dif. | Clasificación |   | JAM | GOA | ATK | GOK |
| ---- | --------------- | ---- | -- | - | - | - | -- | -- | ---- | ------------- | - | --- | --- | --- | --- |
| 1    | Jamshedpur      | 9    | 3  | 3 | 0 | 0 | 11 | 5  | +6   | Fase final    |   | —   | —   | 3–0 | 3–2 |
| 2    | Goa             | 6    | 3  | 2 | 0 | 1 | 5  | 5  | 0    |               |   | 3–5 | —   | —   | —   |
| 3    | ATK Mohun Bagan | 3    | 3  | 1 | 0 | 2 | 5  | 5  | 0    |               | — | 0–1 | —   | 5–1 |     |
| 4    | Gokulam Kerala  | 0    | 3  | 0 | 0 | 3 | 3  | 9  | −6   |               | — | 0–1 | —   | —   |     |

 Fuente: Soccerway

### Grupo D
| Pos. | Equipo             | Pts. | PJ | G | E | P | GF | GC | Dif. | Clasificación |     | NEU | MUM | CHE | CHU |
| ---- | ------------------ | ---- | -- | - | - | - | -- | -- | ---- | ------------- | --- | --- | --- | --- | --- |
| 1    | NorthEast United   | 6    | 3  | 2 | 0 | 1 | 10 | 8  | +2   | Fase final    |     | —   | 2–1 | —   | 6–3 |
| 2    | Mumbai City        | 6    | 3  | 2 | 0 | 1 | 4  | 3  | +1   |               |     | —   | —   | 1–0 | 2–1 |
| 3    | Chennaiyin         | 4    | 3  | 1 | 1 | 1 | 4  | 3  | +1   |               | 4–2 | —   | —   | —   |     |
| 4    | Churchill Brothers | 1    | 3  | 0 | 1 | 2 | 4  | 8  | −4   |               | —   | —   | 0–0 | —   |     |

 Fuente: Soccerway
Notas:
1. 1 2  Puntos en partidos directos: NorthEast United 3, Mumbai City 0.

## Fase final

### Cuadro de desarrollo
|  | Semifinales      | Semifinales      | Semifinales      |        |           | Final       | Final       | Final       |  |
|  | 21 y 22 de abril | 21 y 22 de abril | 21 y 22 de abril |        |           | 25 de abril | 25 de abril | 25 de abril |  |
|  |                  |                  |                  |        |           |             |             |             |  |
|  |                  |                  |                  |        |           |             |             |             |  |
|  | Bengaluru        | Bengaluru        | 2                |        |           |             |             |             |  |
|  | Bengaluru        | Bengaluru        | 2                |        |           |             |             |             |  |
|  | Jamshedpur       | Jamshedpur       | 0                |        |           |             |             |             |  |
|  | Jamshedpur       | Jamshedpur       | 0                |        | Bengaluru | Bengaluru   | 1           |             |  |
|  |                  |                  |                  |        | Bengaluru | Bengaluru   | 1           |             |  |
|  |                  |                  | Odisha           | Odisha | 2         |             |             |             |  |
|  | Odisha           | Odisha           | Odisha           | Odisha | 2         | 3           |             |             |  |
|  | Odisha           | Odisha           |                  |        |           | 3           |             |             |  |
|  | NorthEast United | NorthEast United | 1                |        |           |             |             |             |  |
|  | NorthEast United | NorthEast United | 1                |        |           |             |             |             |  |
|  |                  |                  |                  |        |           |             |             |             |  |

- Los horarios corresponden al huso horario de la India: (UTC+05:30).

### Semifinales
| 21 de abril | Bengaluru                | 2 – 0   | Jamshedpur | EMS Corporation Stadium, Kozhikode                               |                                                                  |
| 19:00       | - Rane 67' - Chhetri 84' | Reporte |            | Asistencia: 3458 espectadores Árbitro(s): Ramachandran Venkatesh | Asistencia: 3458 espectadores Árbitro(s): Ramachandran Venkatesh |

| 22 de abril | Odisha                          | 3 – 1   | NorthEast United | Payyanad Stadium, Manjeri                                |                                                          |
| 19:00       | - Sekar 10', 63' - Maurício 86' | Reporte | Jordán 2'        | Asistencia: 6234 espectadores Árbitro(s): Senthil Nathan | Asistencia: 6234 espectadores Árbitro(s): Senthil Nathan |

### Final
| 25 de abril | Bengaluru   | 1 – 2   | Odisha            | EMS Corporation Stadium, Kozhikode |  |
| 19:00       | Chhetri 84' | Reporte | Maurício 23', 37' |                                    |  |

|                            |
| Bandera de la India        |
| Campeón Odisha 1.er título |